# (2078) Nanking
(2078) Nanking ist ein Asteroid des Hauptgürtels, der am 12. Januar 1975 am Purple-Mountain-Observatorium in Nanjing entdeckt wurde.
Der Name des Asteroiden ist von der chinesischen Stadt Nanjing abgeleitet.